# Gaborone
Gaborone (pron. AFI [χabʊˈrʊnɪ]) es la capital de Botsuana, con una población estimada de 246 325 (censo del 2022). Se localiza en el valle de los montes Kgale y Oodi, en la zona suroriental de Botsuana. Está a 15 kilómetros de la frontera con Sudáfrica y a 358 kilómetros de Pretoria. También es la capital administrativa del distrito sudeste.
En ella se encuentra la sede de la Comunidad de Desarrollo de África Austral; la organización fue fundada en 1980 con el objetivo de incrementar la cooperación económica de sus miembros y reducir la dependencia de Sudáfrica. En Gaborone se encuentra la Universidad de Botsuana.

## Historia
La ciudad fue fundada alrededor de 1890 por Kgosi Gaborone, un jefe africano. Antes de 1969, la ciudad era conocida como Gaberones. Gaberones reemplazó a Mafeking como la capital de Bechuanalandia en 1965. Esta ciudad estaba fuera de Bechuanalandia, en lo que hoy es una provincia de Sudáfrica, un arreglo de los principios del período colonial. Cuando el protectorado se independizó, Botsuana necesitaba una capital dentro de su territorio. Se pensó que Lobatse podría servir como capital, pero se decidió que era muy limitada, y que la nueva capital se crearía adyacente a Gaberones. El centro de la ciudad fue construido en tres años, incluyendo la sede del parlamento, oficinas de gobierno, una estación de energía, un hospital, escuelas, una estación de radio, comisarías de policía, oficinas postales y más de 1000 casas.

## Geografía

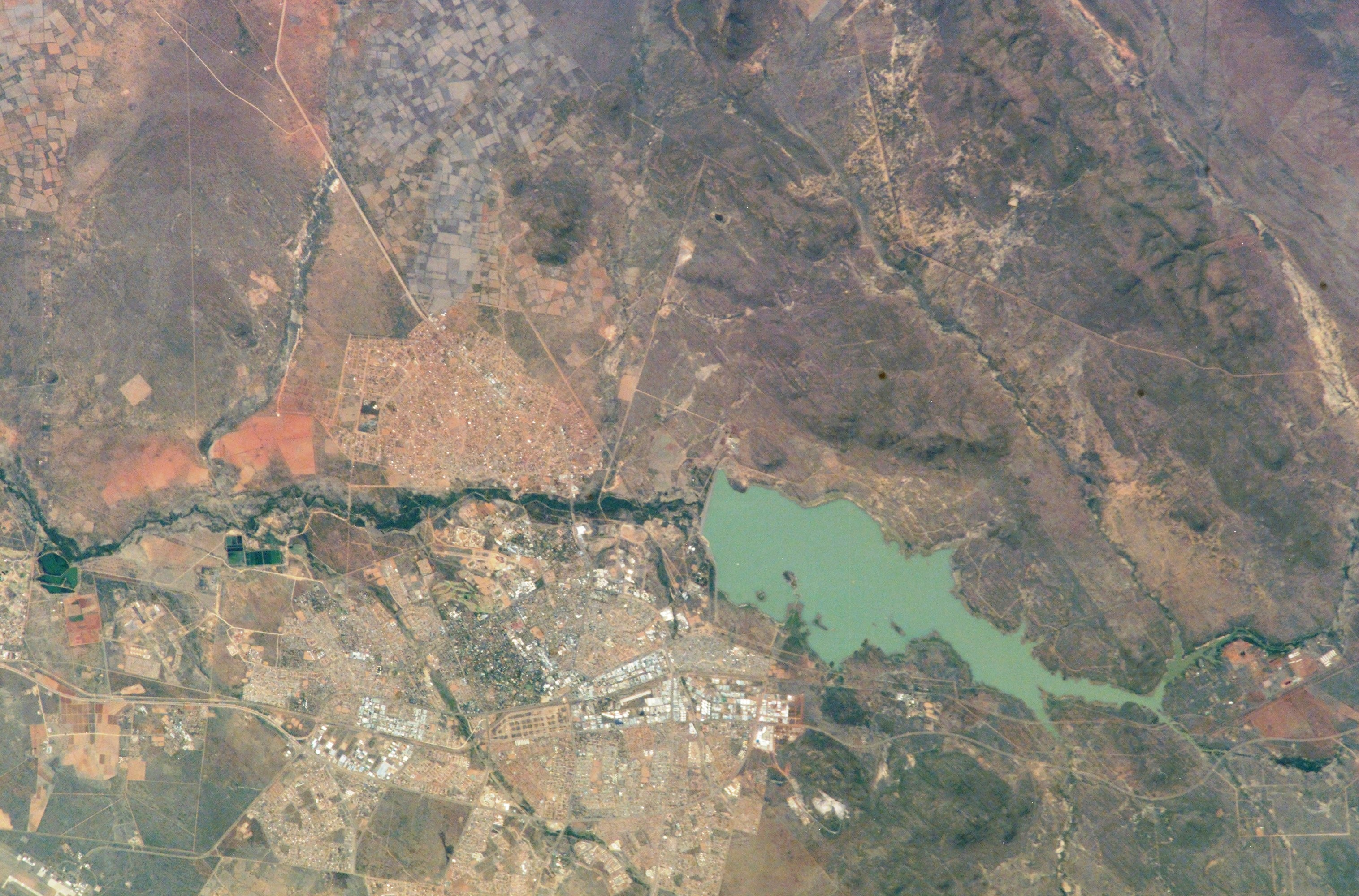
Vista satélital de Gaborone

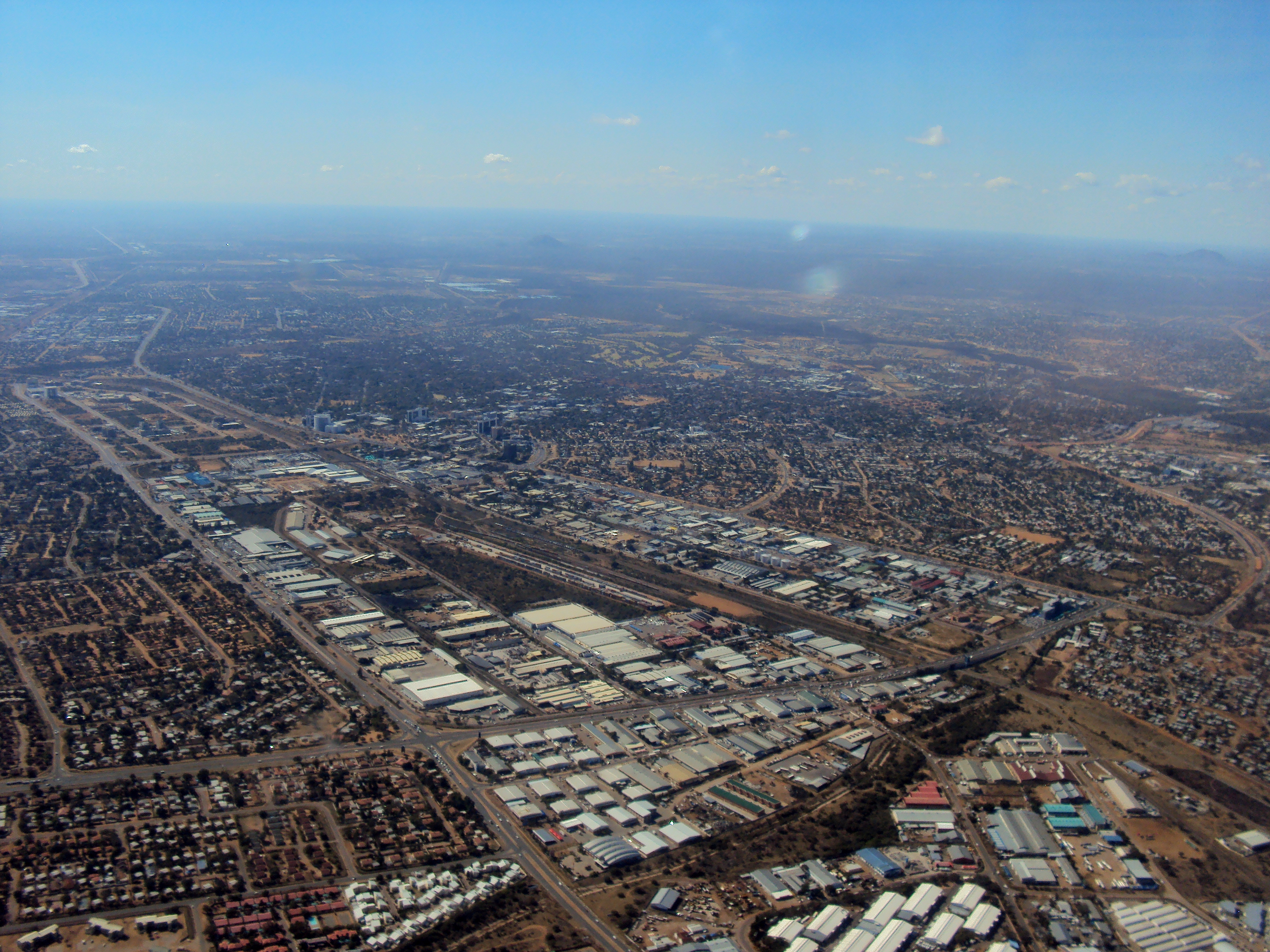
Gaborone

Gaborone está situado en las coordenadas 24°39′29″S 25°54′44″E / -24.65806, 25.91222, entre los montes Kgale y Oodi, en la esquina sureste de Botsuana, a unos 15 kilómetros de la frontera con Sudáfrica. Gaborone es bañada por el río Notwane. La ciudad se encuentra a una altitud de 1010 metros sobre el nivel del mar.
Gaborone está rodeado por las ciudades de Ramotswa al sureste, Mogoditshane al noreste, Mochudi al este y Tlokweng al otro lado del río. La mayoría de ellas son ciudades dormitorio de Gaborone. Los suburbios de la ciudad incluye Broadhurst, Gaborone West, The Village, Naledi, y New Canada. Phakalane, un barrio acomodado, se encuentra al norte de los límites de la ciudad.
En el centro de la ciudad se encuentra el centro comercial, financiero y turístico de Gaborone, que alberga numerosos bancos y centros comerciales. En el extremo oriental se encuentra el centro cívico, junto con el Pula Arch que conmemora la independencia de Botsuana. La bolsa de valores de Botsuana, el museo nacional, y el campus principal de la Universidad de Botsuana también se encuentran en el centro de la ciudad.
Al oeste está el enclave del Gobierno. Esta área contiene los edificios gubernamentales, como la Asamblea Nacional de Botsuana y el Ntlo ya Dikgosi. El edificio del Archivo Nacional también se encuentra aquí.

### Parques y reservas naturales

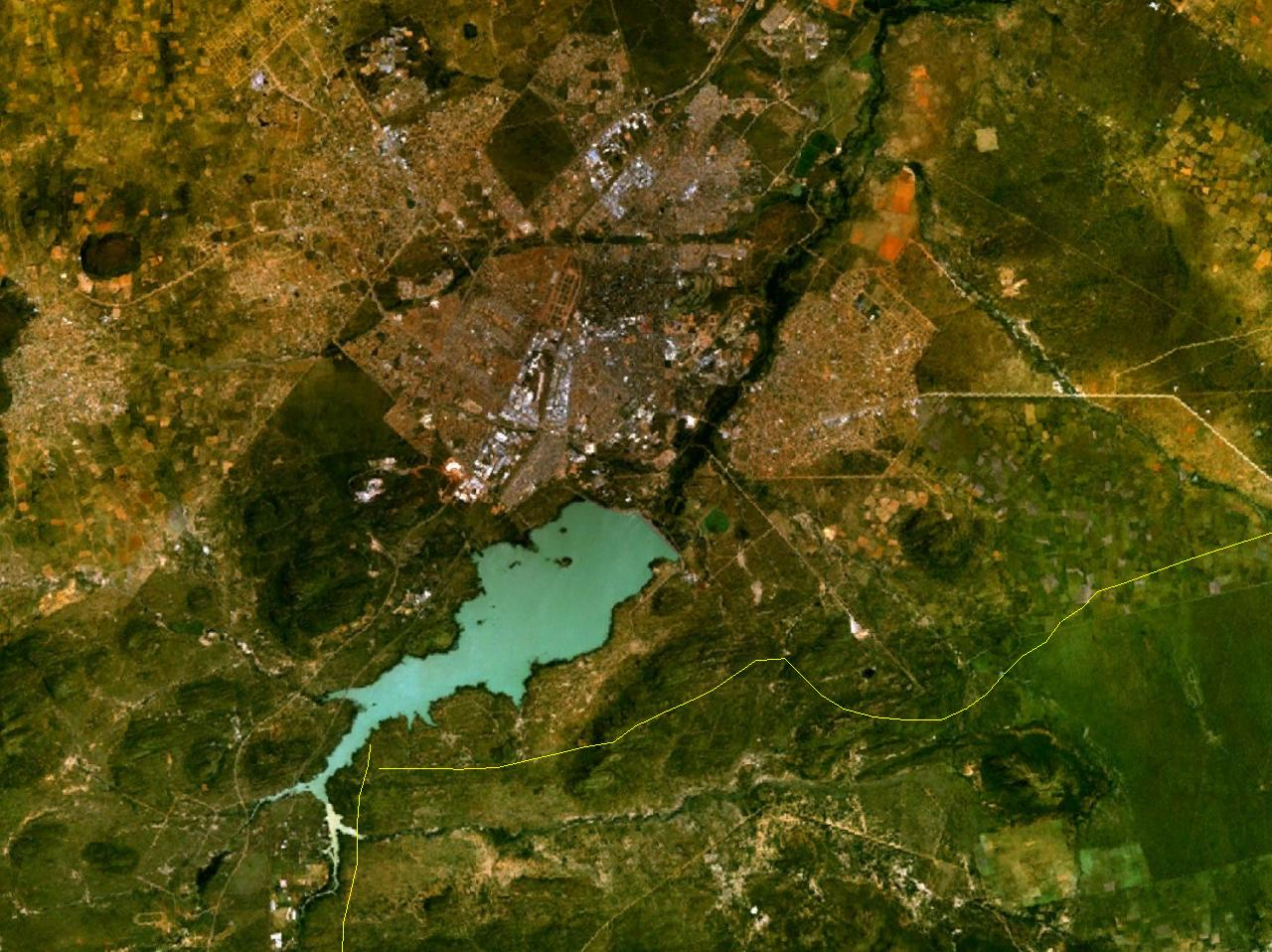
Imagen por satélite de la ciudad con el gran lago.

La presa de Gaborone se encuentra al sur de la ciudad, a lo largo de la carretera Gaborone-Lobatse, y proporciona agua tanto a Gaborone como a Lobatse. La presa es la más grande de Botsuana, capaz de sostener 141 400 000 metros cúbicos. También se está empezando a comercializarse con un área recreativa, el extremo norte del embalse está previsto para convertirse en un lugar de entretenimiento llamado The Waterfront. Hay un club de yates llamado Gaborone Yacht Club, también en el lado norte del lago. Alrededor de las casas en el extremo sur del Club de Pesca Kalahari 
La reserva para el juego de Gaborone es de 600 hectáreas, el parque se encuentra al este de la ciudad. El parque fue construido en 1988 y ahora es el tercero más activo de Botsuana. Ejemplos de animales del parque son el impala, kudu, avestruz, ñu, cebra, orix, antílope, gacela y jabalí. El parque es famoso por su observación de aves ya que su variedad incluye a la Culebrera, boubou, calamón, el martín pescador y el cálao.
La colina Kgale se encuentra a unos cientos de metros de la ciudad. La colina es conocida como el Gigante Dormido y es de 1.287 metros. Hay tres caminos diferentes para llegar a la cima, por lo general se tarda dos horas.
La Reserva Natural de Mokolodi es una reserva de 30 kilómetros cuadrados que se creó en 1994. Se encuentra a 12 kilómetros al sur de Gaborone. Hay muchas especies diferentes de animales que se encuentran en el parque, como jabalíes, steenbok, kudus, cebras, jirafas, eland común, avestruces, hipopótamos y rinocerontes. El parque contribuye con proyectos para la vida silvestre en Botsuana, que incluyen: la reintroducción del rinoceronte blanco y la reubicación de los problemáticos guepardos. Mokolodi también lleva un Centro de Educación que enseña a los niños acerca de los proyectos de conservación.
Somarelang Tikologo es una ONG medioambiental basada en los habitantes alojados en el interior del parque ecológico en el centro de Gaborone. El objetivo de la organización es promover la protección sostenible del medio ambiente mediante la educación, la demostración y el fomento de las mejores prácticas en la planificación del medio ambiente, la conservación de recursos y la gestión de residuos en Botsuana. El parque fue inaugurado oficialmente por el ministro de Botsuana de Medio Ambiente, Vida Silvestre y Turismo el 27 de febrero de 2009. El parque cuenta con un parque infantil para que los niños jueguen durante todo el día, un huerto ecológico de la comunidad, un centro de reciclaje, y una tienda donde se pueden comprar productos hechos de materiales reciclados.

### Clima
Gaborone tiene un clima semiárido caliente (BSh en la clasificación climática de Köppen). La mayor parte del año, Gaborone es muy soleado, con veranos generalmente calientes. Los veranos con pocas precipitaciones son más cálidos que los veranos con lluvias regulares. Si hay una sequía, las temperaturas más altas del año son regularmente en enero o febrero. Si hay precipitaciones normales, las temperaturas más altas son por lo general en octubre, justo antes de que empiecen las lluvias. Durante el invierno, los días son cálidos, y las noches frías.
| Parámetros climáticos promedio de Gaborone, Botsuana | Parámetros climáticos promedio de Gaborone, Botsuana | Parámetros climáticos promedio de Gaborone, Botsuana | Parámetros climáticos promedio de Gaborone, Botsuana | Parámetros climáticos promedio de Gaborone, Botsuana | Parámetros climáticos promedio de Gaborone, Botsuana | Parámetros climáticos promedio de Gaborone, Botsuana | Parámetros climáticos promedio de Gaborone, Botsuana | Parámetros climáticos promedio de Gaborone, Botsuana | Parámetros climáticos promedio de Gaborone, Botsuana | Parámetros climáticos promedio de Gaborone, Botsuana | Parámetros climáticos promedio de Gaborone, Botsuana | Parámetros climáticos promedio de Gaborone, Botsuana | Parámetros climáticos promedio de Gaborone, Botsuana |
| Mes                                                  | Ene.                                                 | Feb.                                                 | Mar.                                                 | Abr.                                                 | May.                                                 | Jun.                                                 | Jul.                                                 | Ago.                                                 | Sep.                                                 | Oct.                                                 | Nov.                                                 | Dic.                                                 | Anual                                                |
| ---------------------------------------------------- | ---------------------------------------------------- | ---------------------------------------------------- | ---------------------------------------------------- | ---------------------------------------------------- | ---------------------------------------------------- | ---------------------------------------------------- | ---------------------------------------------------- | ---------------------------------------------------- | ---------------------------------------------------- | ---------------------------------------------------- | ---------------------------------------------------- | ---------------------------------------------------- | ---------------------------------------------------- |
| Temp. máx. abs. (°C)                                 | 39.4                                                 | 40                                                   | 38.9                                                 | 36.7                                                 | 32.8                                                 | 28.9                                                 | 28.3                                                 | 32.8                                                 | 39.4                                                 | 37.8                                                 | 40                                                   | 39.4                                                 | 40                                                   |
| Temp. máx. media (°C)                                | 32.7                                                 | 32.1                                                 | 30.8                                                 | 28.4                                                 | 25.6                                                 | 23.1                                                 | 22.9                                                 | 26.2                                                 | 30.0                                                 | 32.0                                                 | 32.3                                                 | 32.5                                                 | 29.1                                                 |
| Temp. media (°C)                                     | 25.7                                                 | 25.2                                                 | 23.7                                                 | 20.6                                                 | 16.8                                                 | 13.7                                                 | 13.5                                                 | 16.9                                                 | 21.2                                                 | 24.0                                                 | 24.7                                                 | 25.3                                                 | 20.9                                                 |
| Temp. mín. media (°C)                                | 19.7                                                 | 19.3                                                 | 17.4                                                 | 13.5                                                 | 8.3                                                  | 5.0                                                  | 4.4                                                  | 7.5                                                  | 12.3                                                 | 16.3                                                 | 17.7                                                 | 18.8                                                 | 13.4                                                 |
| Temp. mín. abs. (°C)                                 | 13.9                                                 | 12.8                                                 | 11.1                                                 | 0                                                    | -1.1                                                 | -1.1                                                 | -2.2                                                 | 0                                                    | 5                                                    | 7.2                                                  | 7.8                                                  | 11.1                                                 | -2.2                                                 |
| Precipitación total (mm)                             | 42.5                                                 | 30.2                                                 | 20.9                                                 | 12.9                                                 | 8.4                                                  | 10.2                                                 | 0.4                                                  | 4.8                                                  | 6.1                                                  | 23.1                                                 | 48.5                                                 | 69.9                                                 | 277.9                                                |
| Días de precipitaciones (≥ 1 mm)                     | 6                                                    | 5                                                    | 5                                                    | 3                                                    | 2                                                    | 1                                                    | 1                                                    | 1                                                    | 2                                                    | 4                                                    | 5                                                    | 6                                                    | 41                                                   |
| Fuente n.º 1: African Regional Climate Centre        |                                                      |                                                      |                                                      |                                                      |                                                      |                                                      |                                                      |                                                      |                                                      |                                                      |                                                      |                                                      |                                                      |
| Fuente n.º 2: Weatherbase (récords)                  |                                                      |                                                      |                                                      |                                                      |                                                      |                                                      |                                                      |                                                      |                                                      |                                                      |                                                      |                                                      |                                                      |

## Demografía
La población, según el censo de 2022, es de 246.325. Hay 118.727 hombres y 127.598 mujeres en la ciudad. Hay 58.476 hogares en Gaborone. En 2001, el tamaño medio de los hogares era de 3,11 personas. La ciudad de Gaborone alberga a más del 10% de la población de Botsuana. Casi la mitad de los ciudadanos de Botsuana viven dentro de los 100 kilómetros (62 millas) de Gaborone.
El crecimiento poblacional de Gaborone es de 3.4%, el más alto del país. Esto es probablemente debido a que la ciudad cuenta con una infraestructura más desarrollada, por lo que es más habitable. Gaborone es una de las ciudades de mayor crecimiento en el mundo. Gran parte del crecimiento se basa en la red de migración del resto de Botsuana.
El índice de masculinidad en Gaborone es de 96.3, lo que significa que hay 963 hombres por cada 1000 mujeres. La mayoría de los matrimonios en Botsuana son registrados en Gaborone; el 15% de todos los matrimonios en el país se registraron en la ciudad en 2007. En promedio, hay 3,3 personas por familia en Gaborone. Este es un número bajo en comparación con el resto de Botsuana.
| 3855 | 17 718 | 59 657 | 133 468 | 186 007 | 191 776 | 231 626 | 246 325 |

## Infraestructura

### Lugares de culto
La ciudad tiene varios lugares de culto, como la Catedral de Cristo Rey, Hindu Hall, así como un gurdwara y varias mezquitas (Musulmánas).

### Centros de salud
La Sociedad de la Cruz Roja de Botswana, establecida en 1968, tiene su sede en Gaborone. El Hospital Princess Marina es el principal hospital de referencia en Gaborone y alberga 500 camas. También está el Hospital Privado de Gaborone y el Hospital Privado de Sidilega, todos en funcionamiento en la ciudad de Gaborone. La Asociación del Cáncer de Botswana es una organización no gubernamental voluntaria establecida como fideicomiso en 1998. La asociación es un proveedor líder de servicios que complementa los servicios existentes mediante la provisión de programas de promoción de la salud y prevención del cáncer, facilitando el acceso a los servicios de salud para los pacientes con cáncer y ofreciendo apoyo y asesoramiento a los afectados. Su sede está en Ditlhakore Way, Extension 12, Gaborone.

#### VIH/sida
El sida es un problema muy serio en Gaborone. 17.773 ciudadanos de Gaborone, el 17,1% de la población total de Gaborone, han dado positivo en la prueba del VIH. Hay una mayor prevalencia del VIH entre las mujeres; El 20,5% de las mujeres han dado positivo frente al 13,6% de los hombres. La población entre 45 y 49 años de edad es la más propensa a tener sida con un 35,4% de los residentes en ese grupo de edad dando positivo.
La educación sobre el VIH/sida es extensa en Gaborone. Sin embargo, un estudio de 2008 muestra que el 14,5 % de los residentes de Gaborone entre 10 y 64 años que han oído hablar del VIH/sida cree que el VIH se puede transmitir a través de la brujería, y el 31,3 % de los residentes cree que el VIH se puede transmitir a través de las picaduras de mosquitos.

## Política

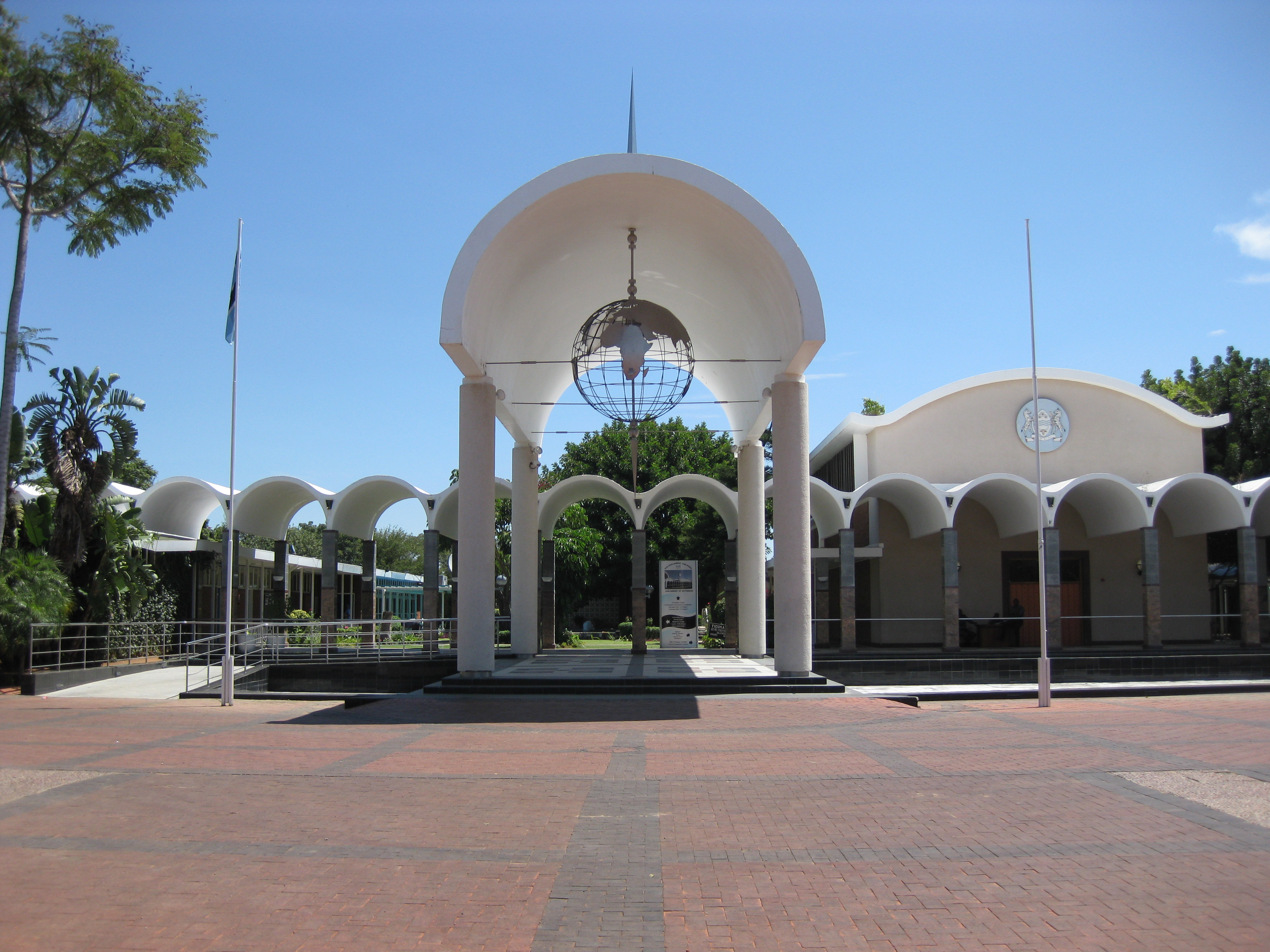
Asamblea Nacional de Botsuana.

Gaborone es controlado por el Ayuntamiento de Gaborone, se compone de 35 consejeros que representan a los barrios de Gaborone. La Ley de municipios por mandatos es la estructura de los gobiernos locales en Botsuana. Debido a que Botsuana es un Estado unitario, el poder de los consejos locales se delegan a ámbito nacional. El Ministerio de Gobierno Local, Tierra y Vivienda tiene una gran influencia en cuanto a la contratación de personal y formación, presupuestos y planificación del desarrollo.
Gaborone es el centro político de Botsuana. La mayoría de los edificios gubernamentales se encuentran al oeste de la alameda principal, en la zona conocida como el Enclave del gobierno, está formado por la Asamblea Nacional de Botsuana, el Ntlo ya Dikgosi, el Archivo Nacional, el Departamento de Impuestos y Cámaras de construcción del procurador general, y el Ministerio de Salud. Cerca de la entrada del edificio del parlamento, hay una estatua de Sir Seretse Khama, primer presidente de Botsuana, así como un monumento dedicado a los trescientos indígenas que fueron asesinados desde 1939 hasta 1945. Otro monumento rinde homenaje a las fuerzas de Defensa de Botsuana, dedicada a los soldados que murieron en la guerra de Bush Rhodesian.
La Academia Internacional de Aplicación de la Ley (ILEA) fue creada el 24 de julio de 2000 en Gaborone. La academia sería capaz de capacitar a los mandatarios de los países de la Comunidad para el Desarrollo del África Meridional (SADC).

## Educación

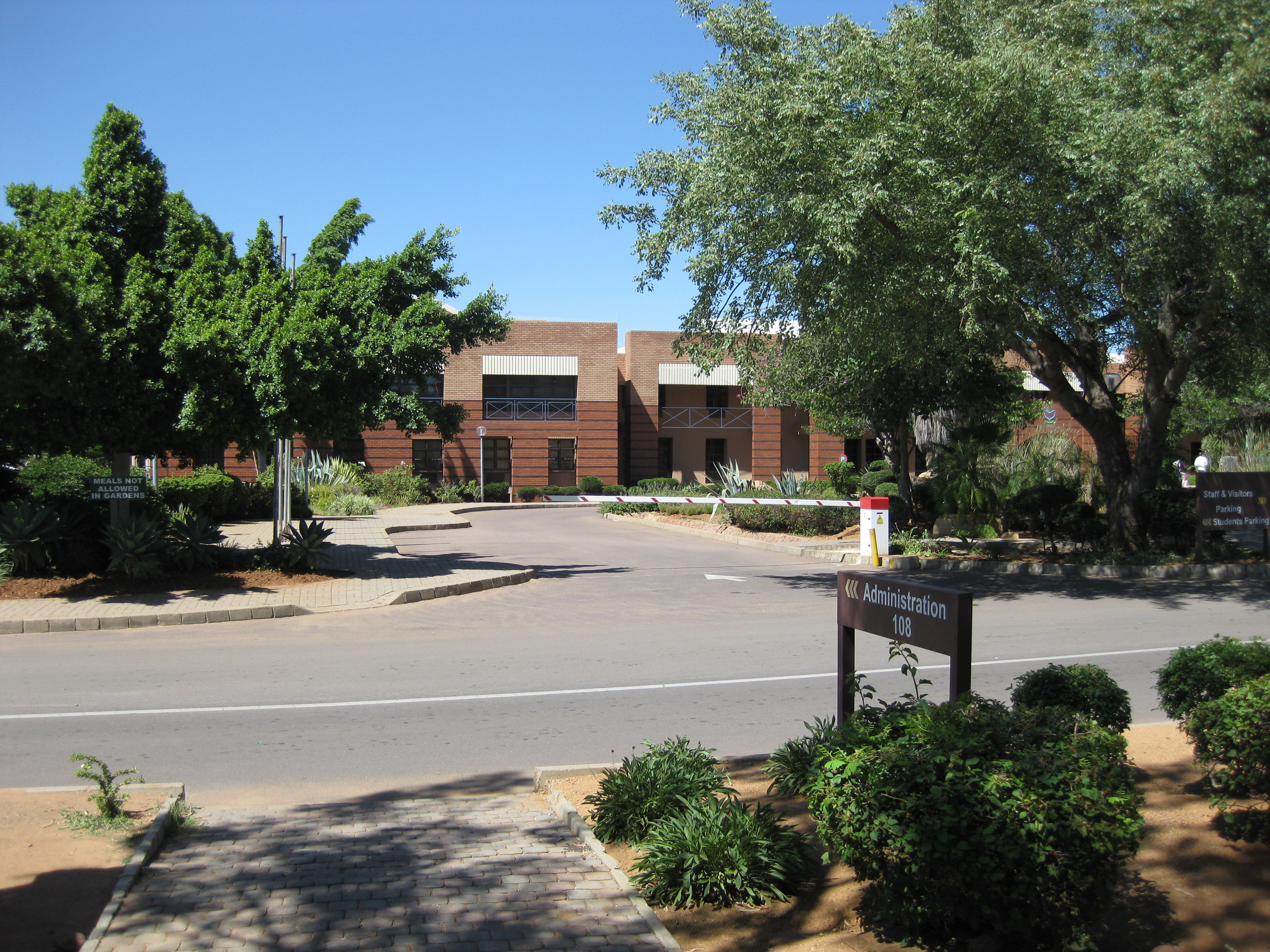
Universidad de Botsuana.

Hay más personas que han obtenido un título o títulos de postgrado en Gaborone que en cualquier otro lugar en Botsuana. El 70,9% de la población de Gaborone tiene al menos la educación secundaria, y el 2,6% de la población de Gaborone nunca ha ido a la escuela.
El campus principal de la Universidad de Botsuana, fue establecido en 1982, y está en el lado este de la ciudad. Otras son la Universidad Limkokwing de Tecnología Creativa, que también tiene un campus en Gaborone.
La Escuela de Contabilidad de Botsuana abastece a los estudiantes de contabilidad. La Escuela Técnica de Gaborone, el Colegio Boitekanelo, y la Escuela de agricultura de Botsuana, están situados a unos 15 kilómetros del centro de la ciudad, y también se encuentra en Gaborone. La Escuela de la Ley Universal de Gaborone, fue inaugurado en 2006, y tiene su campus principal en Gaborone, la universidad celebró su primera graduación en 2010 y fue su primer grupo de graduados.

## Cultura
El Museo Nacional de Gaborone, incluye una galería de arte y se encuentra al noroeste del centro comercial de la capital. El museo abrió sus puertas en 1968, tiene muchas piezas de artesanía tradicional y obras de arte de artistas locales, el museo cuenta con pinturas originales de Thomas Baines y Lucas Sithole, el museo también aporta a artistas de Botsuana, con el concurso de arte para la infancia y el Thapong International Aartist Workshop. En la ciudad hay una exposición sobre los bosquimanos, los primeros habitantes del sur de África. El Jardín Botánico Nacional (Botsuana) se abrió el 2 de noviembre de 2007, el jardín fue construido para proteger la vida de las valiosas plantas indígenas de Botsuana, el 90% del total de especies de plantas son nativas de Botsuana.
El Festival Maitisong se inició en 1987 y se celebra cada año durante siete días en la última semana de marzo o la primera semana de abril. El festival ofrece conciertos al aire libre, obras de teatro y películas en diversos espacios de la ciudad.
Mi Sueño Africano es un concurso de artes escénicas, se celebra cada año en el Centro de Convenciones Internacionales de Gaborone. El espectáculo cuenta principalmente con bailarines y músicos.
La serie de libros de detectives Agencia de Señoras N.º 1, se ambienta en Gaborone. La serie está escrita por Alexander McCall Smith. Los libros tratan sobre la primera detective privado en Botsuana Precious Ramotswe, y los misterios que ella resuelve.

## Economía
Gaborone es el centro económico de Botsuana, es la sede de importantes instituciones financieras como el Banco de Botsuana, Gaborone Bank, BancABC, y la Bolsa de Botsuana que se encuentra en el centro, así como la sede de Air Botswana, Consumer Watchdog, Botswana Telecommunications Corporation, y Debswana. La extracción de diamantes se realiza conjuntamente entre De Beers y el gobierno de Botsuana. La Comunidad para el Desarrollo de África Meridional (SADC) tiene su sede en Gaborone, la organización fue formada en 1980, sus objetivos eran aumentar la cooperación económica entre sus miembros y reducir su dependencia de Sudáfrica.
Varias empresas internacionales han invertido en la ciudad: Hyundai, IBM, Daewoo, Volvo, Owens -Corning y Siemens. Orapa House, es propiedad de Debswana, clasifica y valora los diamantes extraídos. Orapa House está ubicado en la intersección de Khama Crescent y Nelson Mandela Drive, tiene un diseño único de arquitectura que permite que la cantidad perfecta de luz indirecta del sol brille a través de las ventanas, con el fin de clasificar con precisión los diamantes. En la ciudad se procede la Conferencia de Botsuana, que se celebra anualmente en el Centro Internacional de Conferencias de Gaborone.
La tasa de desempleo en Gaborone era del 11,7% en 2008. El 19,7 % de la población en Gaborone se emplea en el sector financiero. Según datos del 2011, Gaborone tiene el 195.º mayor costo de vida para expatriados en el mundo, en 2010 estaba por encima de 203.º. Gaborone es la cuarta ciudad más barata para los expatriados en África, llegando por encima de Addis Abeba (Etiopía), Kampala (Uganda) y Windhoek (Namibia).

## Celebridades
- Alec Campbell, arqueólogo y curador de museos.
- Kgosi Gaborone, jefe del pueblo tsuana, la ciudad debe su nombre a él.
- Mpule Kwelagobe, Miss Universo 1999.
- Emma Wareus, Primera finalista en Miss Mundo 2010.
- Sumaiyah Marope, Miss Botsuana 2009.
- Matsieng, grupo de música tradicional, formado en Gaborone.
- Thamsanga Mnyele fue miembro del Congreso Nacional Africano y artista.
- Dirang Moloi, miembro del equipo nacional de fútbol de Botsuana.
- Joel Mogorosi, jugador de fútbol.
- Vernon Nkadimeng, miembro del Congreso Nacional Africano, murió en Gaborone por parte de la policía del apartheid.
- Abednico Powell, jugador de fútbol.
- Dipsy Selolwane, jugador de fútbol.
- Bonifacio Tshosa Setlalekgosi, obispo católico de la diócesis de Gaborone, y de Botsuana desde 1981.
- Alister Walker, jugador de squash.

## Ciudades hermanadas
Gaborone está hermanada con dos ciudades y una provincia:
- Burbank, Estados Unidos[27]
- Provincia de Zhejiang, China[28]
- Västerås, Suecia[29]